# 大津市立雄琴小学校
大津市立雄琴小学校（おおつしりつ おごとしょうがっこう）は、滋賀県大津市雄琴二丁目にある公立小学校。

## 通学区域
- 雄琴一丁目、雄琴二丁目、雄琴三丁目、雄琴四丁目、雄琴五丁目、雄琴六丁目、苗鹿一丁目、苗鹿二丁目、苗鹿三丁目、千野一丁目、千野二丁目、千野三丁目、雄琴北一丁目[1]。

※卒業後は基本的に大津市立日吉中学校に進学する。